# Budasanahalli, Pavagada
Budasanahalli là một làng thuộc tehsil Pavagada, huyện Tumkur, bang Karnataka, Ấn Độ.